# Phoracantha flavopicta
Phoracantha flavopicta es una especie de escarabajo del género Phoracantha, familia Cerambycidae. Fue descrita científicamente por Pascoe en 1865.
Esta especie se encuentra en Australia.
Mide 2 centímetros de longitud.